# العلاقات البيلاروسية الكندية
العلاقات البيلاروسية الكندية هي العلاقات الثنائية التي تجمع بين روسيا البيضاء وكندا.

## مقارنة بين البلدين
هذه مقارنة عامة ومرجعية للدولتين:
| وجه المقارنة                                              | روسيا البيضاء                    | كندا                     |
| --------------------------------------------------------- | -------------------------------- | ------------------------ |
| المساحة (كم2)                                             | 207.60 ألف                       | 9.98 مليون               |
| عدد السكان (نسمة)                                         | 9.50 مليون                       | 35.70 مليون              |
| الكثافة السكانية (ن./كم²)                                 | 45.76                            | 3.58                     |
| العاصمة                                                   | مينسك                            | أوتاوا                   |
| اللغة الرسمية                                             | اللغة البيلاروسية، اللغة الروسية | لغة إنجليزية، لغة فرنسية |
| العملة                                                    | روبل بلاروسي                     | دولار كندي               |
| الناتج المحلي الإجمالي (بليون دولار)                      | 54.44 مليار                      | 1.65 تريليون             |
| الناتج المحلي الإجمالي (تعادل القوة الشرائية) بليون دولار | 168.35 مليار                     | 1.59 تريليون             |
| الناتج المحلي الإجمالي الاسمي للفرد دولار أمريكي          | 5.74 ألف                         | 43.25 ألف                |
| الناتج المحلي الإجمالي للفرد دولار أمريكي                 | 18.18 ألف                        | 45.07 ألف                |
| مؤشر التنمية البشرية                                      | 0.798                            | 0.913                    |
| رمز المكالمات الدولي                                      | +375                             | +1                       |
| رمز الإنترنت                                              | .by، .бел                        | .ca                      |
| المنطقة الزمنية                                           | ت ع م+03:00                      |                          |

## مدن متوأمة
في ما يلي قائمة باتفاقيات التوأمة بين مدن بيلاروسية وكندية:
- ترتبط غوميل مع غريتر سودبوري باتفاقية توأمة منذ 9 أكتوبر 2009.[15][16][17][18]

## منظمات دولية مشتركة
يشترك البلدان في عضوية مجموعة من المنظمات الدولية، منها:
| علم المنظمة | اسم المنظمة                               | تاريخ انضمام روسيا البيضاء | تاريخ انضمام كندا |
| ----------- | ----------------------------------------- | -------------------------- | ----------------- |
|             | الاتحاد البريدي العالمي                   | ?                          | ?                 |
|             | اتفاقية السماوات المفتوحة                 | ?                          | ?                 |
|             | منظمة حظر الأسلحة الكيميائية              | ?                          | ?                 |
|             | الأمم المتحدة                             | 24 أكتوبر 1945             | 9 نوفمبر 1945     |
|             | وكالة ضمان الاستثمار متعدد الأطراف        | 3 ديسمبر 1992              | 12 أبريل 1988     |
|             | منظمة الشرطة الجنائية الدولية             | ?                          | ?                 |
|             | مؤسسة التمويل الدولية                     | 2 نوفمبر 1992              | 20 يوليو 1956     |
|             | الاتحاد الدولي للاتصالات                  | 7 مايو 1947                | 1 يوليو 1908      |
|             | البنك الدولي للإنشاء والتعمير             | 10 يوليو 1992              | 27 ديسمبر 1945    |
|             | مجموعة الموردين النوويين                  | ?                          | ?                 |
|             | منظمة الأمن والتعاون في أوروبا            | 30 يناير 1992              | 25 يونيو 1973     |
|             | المركز الدولي لتسوية المنازعات الاستشارية | 9 أغسطس 1992               | 1 ديسمبر 2013     |
|             | يونسكو                                    | 12 مايو 1954               | 4 نوفمبر 1946     |

## أعلام
هذه قائمة لبعض الشخصيات التي تربطها علاقات بالبلدين:
- برينت جريتزكي (لاعب هوكي جليد كندي، 20 فبراير 1972 – )
- كيث جريتزكي (لاعب هوكي جليد كندي، 16 فبراير 1967 – )
- واين جريتزكي (26 يناير 1961[25] – )

## وصلات خارجية
- موقع وزارة الخارجية البيلاروسية
- موقع وزارة الخارجية الكندية